# Electronic Q2

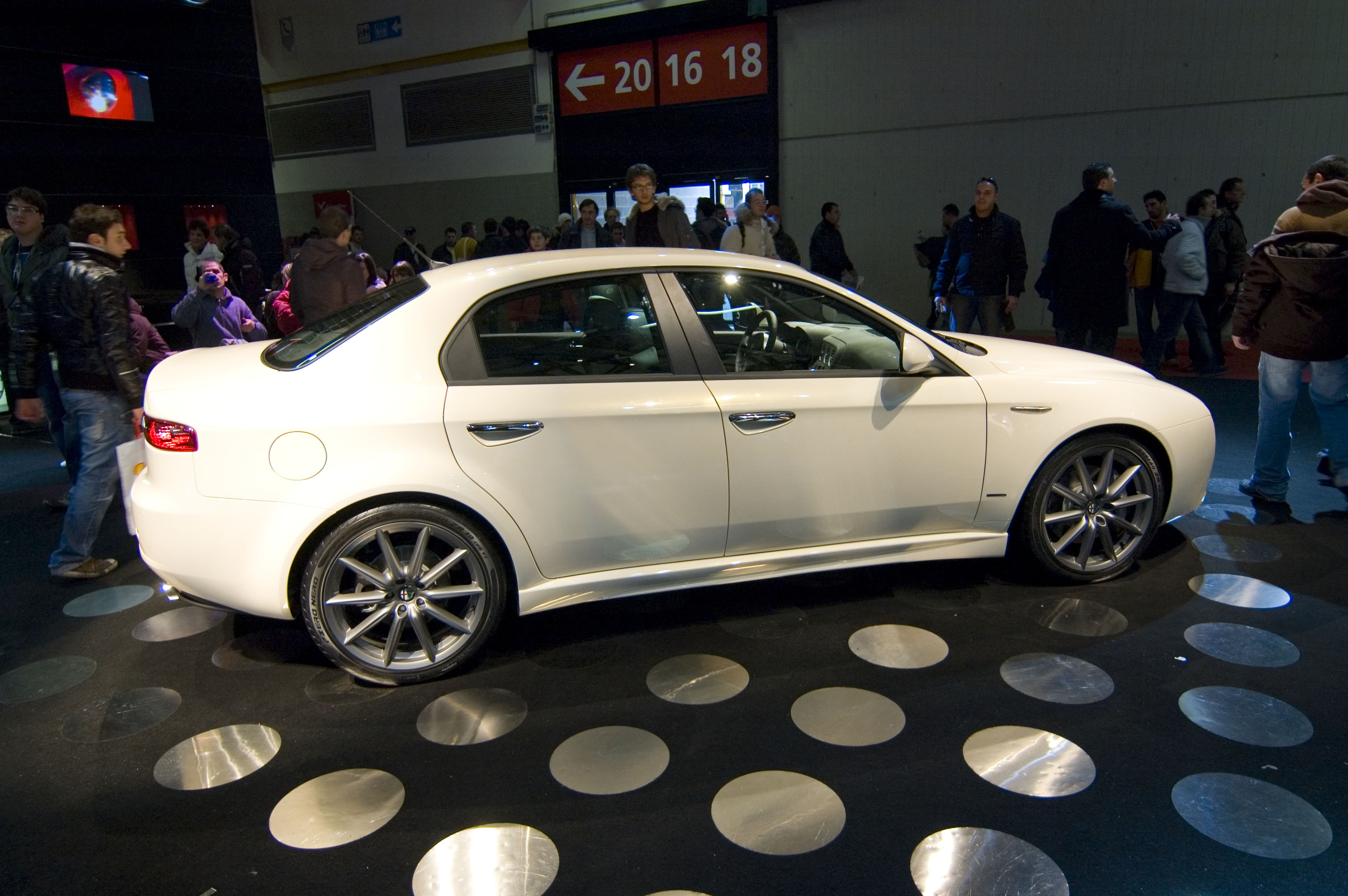
Alfa Romeo 159, primer modelo dotado de sistema Q2 electrónico.

Electronic Q2 es el nombre comercial de un sistema electrónico que consigue un efecto similar al de un diferencial mecánico. Alfa Romeo lo comercializa desde 2008 en algunos de sus automóviles. El primer automóvil en usar este dispositivo fue el Alfa Romeo 159 en su carrocería sedán y familiar. 

## Descripción
El sistema Electronic Q2 se basa en los datos recopilados por los sensores del automóvil. Una centralita procesa dichos datos y, si encuentra que la relación de par no se corresponde con la adherencia de cada una de las ruedas, actúa sobre el sistema de frenado de la rueda con peor adherencía. Al repartir el par proporcionalmente a la adherencia de cada rueda motriz de forma continua y teniendo en cuenta las condiciones de conducción y de superficie de la carretera, el sistema Electronic Q2 mejora la tracción y por lo tanto la respuesta del vehículo, obteniendo resultados similares a los de un diferencial autoblocante sin el aumento de peso y la complejidad mecánica adicional de este.
La denominación del sistema tiene su origen en un diferencial autoblocante Torsen comecializado en automóviles de la marca desde 2006 con el nombre comercial Q2.

## Ventajas

### En curvas
En condiciones de conducción exigente o baja adherencia en curva, en el momento en que los sensores detectan que la rueda interior pierde adherencia a causa del aligeramiento de la suspensión debida a la transmisión de carga lateral, la centralita del sistema Electronic Q2 acciona progresivamente el sistema de frenado de la rueda interior de la curva, obteniendo un menor subviraje, mejor estabilidad y mayor velocidad de paso por curva. Además se consigue evitar la actuación de los sistemas de control de estabilidad del vehículo que restringuen la potencia del motor, obteniendo como resultado mayor capacidad de tracción en salida de curva.

### En condiciones de baja adherencia
Al acelerar en condiciones de poca adherencia (lluvia, hielo, nieve etcétera) los sensores de las ruedas motrices pueden detectar diferentes capacidades de adherencia en cada rueda. En esos casos la centralita del sistema Electronic Q2 actúa sobre el sistema de frenado de la rueda con menor adherencia, lo que provoca la progresiva entrega de par a la rueda que puede disfrutar de un mayor coeficiente de fricción. Esto evita el deslizamiento de la rueda en condiciones críticas de fricción y también la necesidad de realizar continuas correcciones en el volante para mantener la trayectoria.

## Electronic Q2 y otros sistemas

### Q4
En los automóviles con denominación Q4, aquellos dotados de tracción a las cuatro ruedas, el sistema Electronic Q2 también se encuentra presente, pero a diferencia de aquellos con tracción delantera, en estos controla el eje trasero.

### Alfa DNA
En los automóviles dotados con el sistema Alfa DNA, el sistema Electronic Q2 puede entrar en funcionamiento o no, en función al estilo de conducción seleccionado.

## Automóviles
En la siguiente lista se recogen los automóviles dotados con el sistema Electronic Q2:
- Alfa Romeo MiTo

- Alfa Romeo Giulietta

- Alfa Romeo 159 (Tracción y Q4)

- Alfa Romeo 159 Sportwagon (Tracción y Q4)

- Alfa Romeo Brera (Tracción y Q4)

- Alfa Romeo Spider (Tracción y Q4)